# آرمان نور
آرمان نور (ارمنی: Արման Նուռ؛ انگلیسی: Arman Nur؛ زادهٔ ۱۱ اکتبر ۱۹۷۱) طراح، زرگر، مجسمه‌ساز و نقاش اهل ارمنستان است. وی از سال میلادی تا کنون فعالیت می‌کند.

## زندگی‌نامه
با نام اصلی آرمان داوتیان (ارمنی: Արման Դավթյան) در ۱۱ اکتبر ۱۹۷۱ در ایروان به دنیا آمد و از دانشکده طراحی فلز انستیتو هنری کاربردی توروس روسلین فارغ‌التحصیل شد. وی همچنین برندهٔ جوایزی همچون مدال موسس خورناتسی شده‌است.

## جوایز
- مدال طلای وزارت فرهنگ جمهوری ارمنستان (۲۰۱۲)
- مدال موسس خورناتسی (۲۰۱۳) اهدایی ریاست جمهوری ارمنستان
- نشان طلای هنر معاصر بین‌المللی بینال فلورانس (۲۰۱۷)

## یادداشت
1. ↑  Toros Roslin Institute of Applied Art, Faculty of Metal Design